# The Crucible (film 1914)
The Crucible è un film muto del 1914 diretto da Hugh Ford e Edwin S. Porter. Adattamento per lo schermo del romanzo The Crucible di Mark Lee Luther, pubblicato a New York nel 1907.
Il film è l'esordio cinematografico per una nota Ziegfeld Girl, Justine Johnstone che qui ricopre il ruolo di Amelia. L'attrice avrebbe in seguito lasciato le scene per diventare medico, distinguendosi nelle ricerche sulla sifilide.

## Trama
Allevata da suo padre come un ragazzo, Jean - alla morte del genitore - viene maltrattata dalla sorella Amelia. Durante un litigio, Amelia si ferisce e accusa Jean di essere stata lei a colpirla. Come punizione, la ragazza viene mandata in riformatorio. Jean scappa. Nel bosco, incontra Craig Atwood e questi le consiglia di ritornare indietro. Ma sua madre e la sorella, sposata da poco, rifiutano di prenderla in casa. Innamoratasi di Craig, dopo diverse avventure ed essere riuscita a salvare il matrimonio della sorella, la giovane si sposa con il fidanzato.

## Produzione
Il film fu prodotto dalla Famous Players Film Company e venne girato al Bedford Institute a Brooklyn.

## Distribuzione
Distribuito dalla Paramount Pictures, il film uscì nelle sale il 14 dicembre 1914.

### Date di uscita
- USA	14 dicembre 1914
- USA	2 febbraio 1919